# Parafernalia

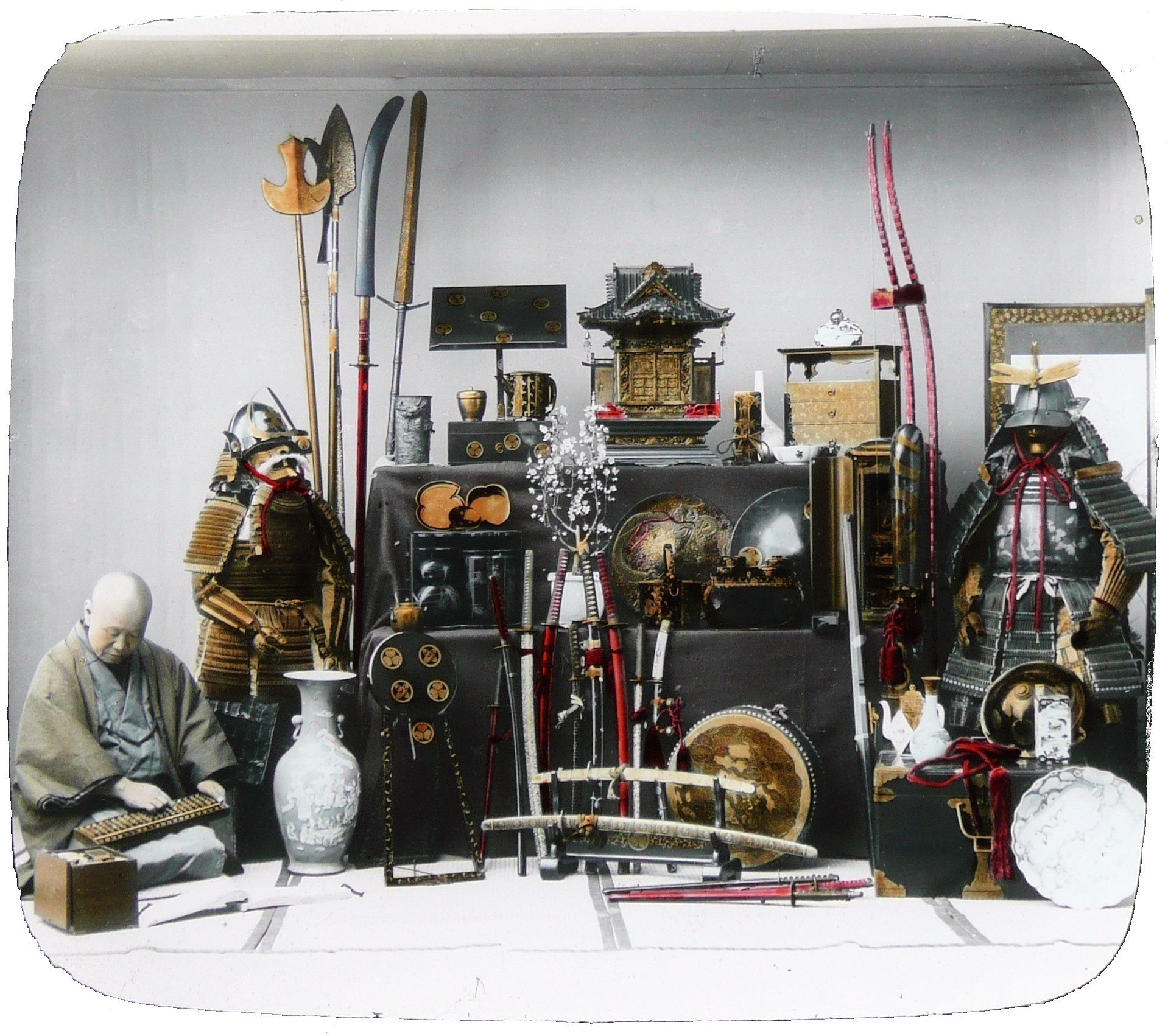
Parafernalia del antiguo arte marcial japonés.

La palabra parafernalia se refiere habitualmente al conjunto aparatoso de elementos rituales o decorativos que rodean un acto o a una persona (diccionario del español actual), aunque en su significado original es el conjunto de bienes propios de la esposa en el matrimonio, y cuya propiedad mantiene la mujer en caso de disolución del mismo (Derecho Romano).

## Etimología
El término procede del griego (παράφερνα, compuesta de παρά, pará ‘junto a, al margen de’ y φερνα, ferna ‘dote matrimonial’) y, en la Roma Antigua, parafernalia (plural neutro del adjetivo parafernal, -alis) sirvió para referirse a los bienes que la mujer conservaba como propios después del matrimonio (parafernalia bona), en oposición a los bienes dotales (bona dotalia), que eran los aportados en la dote.

## Uso moderno
En el uso moderno, parafernalia es el  ‘conjunto de usos habituales en determinados actos o ceremonias, y de objetos que en ellos se emplean’ (DRAE 2001, con la nota de que se usa más en sentido irónico), ‘conjunto de ritos y detalles que dan solemnidad u ostentación a un acto’ (Diccionario de Uso de María Moliner), ‘conjunto aparatoso de elementos rituales o decorativos que rodean un acto o a una persona’ (Diccionario del español actual) o ‘lo que rodea a algo, haciéndolo ostentoso, llamativo o solemne.’ (Diccionario Clave).
Así, por ejemplo, la parafernalia de una boda sería todo lo accesorio al simple hecho de casarse en la iglesia o el juzgado: los trajes elegantes de los invitados, los mismos invitados, el coro contratado para la ceremonia, los coches elegantes que transportan a los novios, la recepción de los invitados en el restaurante, el convite, etc.

## Lenguaje jurídico
En el lenguaje jurídico, parafernalia mantiene el significado original de la palabra según el Derecho Romano, refiriéndose a los bienes privativos de una mujer casada, incluyendo ropa y joyería, pero con exclusión de los activos que pudieran haberse incluido en su dote. El marido no puede vender, apropiarse, o transferir los bienes considerados parafernalia de su esposa sin su consentimiento. Estos no se convierten en parte de los bienes de su marido  después de su muerte, y pueden ser transmitidos por el Testamento de una mujer casada.  Los cambios en la sociedad y su reflejo en las leyes han hecho obsoleto el concepto jurídico de parafernalia.

## Lenguaje literario
En la literatura decimonónica el término suele referirse al antiguo concepto jurídico. Es el caso de la novela Los Diamantes de los Eustace (The Eustace Diamonds) de Anthony Trollope, cuyo argumento gira en torno a un collar de diamantes herencia de la familia Eustace, y a su posible consideración de parafernalia libremente enajenable por la protagonista.
En contextos más recientes suele referirse al uso moderno. Por ejemplo, en el cine mexicano el actor Eulalio González ("Piporro") hace uso de esta palabra en casi todas sus películas, refiriéndose a cualquier cosa o situación a modo de muletilla: Déjame, voy por las parafernalias; estas parafernalias están chulas, etc.
En otros géneros literarios parafernalia puede referirse a los accesorios necesarios para consumo de drogas.